# Ignacio Scocco
Ignacio Martín Scocco (Santa Fe, 29 maggio 1985) è un ex calciatore argentino, di ruolo attaccante.

## Carriera
Il 22 settembre 2017 segna cinque gol nei quarti di finale di Coppa Libertadores, vinti per 8-0 dal River Plate contro il Wilstermann.

## Caratteristiche
Era una prima punta molto rapida e abile nel finalizzare le azioni, grazie anche al suo grande opportunismo; dotato di un tiro potente, nel 2016 gli capitò per due volte di lacerare la rete della porta avversaria.

## Statistiche

### Presenze e reti nei club
| Stagione                 | Squadra                  | Campionato               | Campionato | Campionato | Coppe nazionali | Coppe nazionali | Coppe nazionali | Coppe continentali | Coppe continentali | Coppe continentali | Altre coppe | Altre coppe | Altre coppe | Totale | Totale |
| Stagione                 | Squadra                  | Comp                     | Pres       | Reti       | Comp            | Pres            | Reti            | Comp               | Pres               | Reti               | Comp        | Pres        | Reti        | Pres   | Reti   |
| ------------------------ | ------------------------ | ------------------------ | ---------- | ---------- | --------------- | --------------- | --------------- | ------------------ | ------------------ | ------------------ | ----------- | ----------- | ----------- | ------ | ------ |
| 2003-2004                | Newell's Old Boys        | A                        | 6          | 0          | -               | -               | -               | -                  | -                  | -                  | -           | -           | -           | 6      | 0      |
| 2004-2005                | Newell's Old Boys        | A                        | 34         | 3          | -               | -               | -               | -                  | -                  | -                  | -           | -           | -           | 34     | 3      |
| 2005-2006                | Newell's Old Boys        | A                        | 36         | 13         | -               | -               | -               | CS+CL              | 2+?                | 0+4                | -           | -           | -           | 38+    | 17     |
| 2006-gen. 2007           | Pumas UNAM               | PD                       | 17+17      | 6+5        | -               | -               | -               | -                  | -                  | -                  | -           | -           | -           | 34     | 11     |
| gen.-giu. 2007           | Toluca                   | PD                       | 2          | 1          | -               | -               | -               | -                  | -                  | -                  | -           | -           | -           | 2      | 1      |
| 2007-2008                | Pumas UNAM               | PD                       | 17+23      | 7+10       | -               | -               | -               | -                  | -                  | -                  | -           | -           | -           | 40     | 17     |
| Totale PUMAS UNAM        | Totale PUMAS UNAM        | Totale PUMAS UNAM        | 74         | 28         |                 | -               | -               |                    | -                  | -                  |             | -           | -           | 74     | 28     |
| 2008-2009                | AEK Atene                | SL                       | 32         | 7          | CG              | 7               | 3               | CU                 | 2                  | 0                  | -           | -           | -           | 41     | 10     |
| 2009-2010                | AEK Atene                | SL                       | 30         | 9          | CG              | 1               | 0               | UEL                | 6                  | 2                  | -           | -           | -           | 37     | 11     |
| 2010-2011                | AEK Atene                | SL                       | 27         | 10         | CG              | 6               | 0               | UEL                | 7                  | 2                  | -           | -           | -           | 40     | 12     |
| Totale AEK Atene         | Totale AEK Atene         | Totale AEK Atene         | 89         | 26         |                 | 14              | 3               |                    | 15                 | 4                  |             | -           | -           | 118    | 33     |
| 2011-2012                | Al-Ain                   | PL                       | 19         | 9          | PC+EC           | 1+6             | 0+2             | -                  | -                  | -                  | -           | -           | -           | 26     | 11     |
| 2012-2013                | Newell's Old Boys        | I+F                      | 17+15      | 13+11      | CA              | 1               | 0               | CL                 | 12                 | 6                  | -           | -           | -           | 45     | 30     |
| 2013-gen. 2014           | Internacional            | A                        | 17         | 3          | CB              | 4               | 1               | -                  | -                  | -                  | -           | -           | -           | 21     | 4      |
| gen.-giu. 2014           | Sunderland               | PL                       | 6          | 0          | FACup           | 2               | 0               | -                  | -                  | -                  | -           | -           | -           | 8      | 0      |
| 2014                     | Newell's Old Boys        | T                        | 12         | 3          | -               | -               | -               | -                  | -                  | -                  | -           | -           | -           | 12     | 3      |
| 2015                     | Newell's Old Boys        | PD                       | 23         | 7          | -               | -               | -               | -                  | -                  | -                  | -           | -           | -           | 23     | 7      |
| 2015-2016                | Newell's Old Boys        | T                        | 16         | 2          | CA              | 2               | 1               | -                  | -                  | -                  | -           | -           | -           | 5      | 0      |
| 2016-2017                | Newell's Old Boys        | PD                       | 25         | 12         | CA              | 1               | 2               | -                  | -                  | -                  | -           | -           | -           | 5      | 0      |
| Totale Newell's Old Boys | Totale Newell's Old Boys | Totale Newell's Old Boys | 184        | 64         |                 | 4               | 3               |                    | 14+                | 10                 |             | -           | -           | 202+   | 77     |
| 2017-2018                | River Plate              | SL                       | 25         | 10         | CA              | 2               | 0               | CL                 | 6                  | 8                  | SA          | 1           | 1           | 39     | 19     |
| 2018-2019                | River Plate              | PD                       | 8          | 4          | CA              | -               | -               | CL                 | 10                 | 1                  | Cmc         | 1           | 0           | 19     | 5      |
| 2019-gen. 2020           | River Plate              | PD                       | 19         | 6          | CA              | 4               | 2               | CL                 | 5                  | 0                  | RS          | -           | -           | 28     | 8      |
| Totale River Plate       | Totale River Plate       | Totale River Plate       | 52         | 20         |                 | 6               | 2               |                    | 21                 | 9                  |             | 2           | 1           | 81     | 32     |
| Totale carriera          | Totale carriera          | Totale carriera          | 442        | 151        |                 | 37              | 11              |                    | 45                 | 23                 |             | 2           | 1           | 526    | 186    |

### Cronologia presenze e reti in nazionale
| Cronologia completa delle presenze e delle reti in nazionale ― Argentina | Cronologia completa delle presenze e delle reti in nazionale ― Argentina | Cronologia completa delle presenze e delle reti in nazionale ― Argentina | Cronologia completa delle presenze e delle reti in nazionale ― Argentina | Cronologia completa delle presenze e delle reti in nazionale ― Argentina | Cronologia completa delle presenze e delle reti in nazionale ― Argentina | Cronologia completa delle presenze e delle reti in nazionale ― Argentina | Cronologia completa delle presenze e delle reti in nazionale ― Argentina |
| Data                                                                     | Città                                                                    | In casa                                                                  | Risultato                                                                | Ospiti                                                                   | Competizione                                                             | Reti                                                                     | Note                                                                     |
| ------------------------------------------------------------------------ | ------------------------------------------------------------------------ | ------------------------------------------------------------------------ | ------------------------------------------------------------------------ | ------------------------------------------------------------------------ | ------------------------------------------------------------------------ | ------------------------------------------------------------------------ | ------------------------------------------------------------------------ |
| 22-11-2012                                                               | Buenos Aires                                                             | Argentina                                                                | 2 – 1                                                                    | Brasile                                                                  | Superclásico de las Américas 2012                                        | 2                                                                        |                                                                          |
| Totale                                                                   |                                                                          | Presenze                                                                 | 1                                                                        |                                                                          | Reti                                                                     | 2                                                                        |                                                                          |

## Palmarès

### Competizioni nazionali
- Campionato argentino: 2

Newell's Old Boys: 2004-2005, 2012-2013
- Coppa di Grecia: 1

AEK Atene: 2010-2011
- Campionato emiratino: 1

Al-Ain: 2011-2012
- Copa Argentina: 1

2016-2017
- Supercopa Argentina: 1

River Plate: 2017

### Competizioni internazionali
- Coppa Libertadores: 1

River Plate: 2018
- Recopa Sudamericana: 1

River Plate: 2019